# María Elisa García Fuster
María Elisa García Fuster és una metgessa i política catalana, Diputada al Parlament de Catalunya per Vox durant la Tretzena legislatura.
Ha treballat com a metgessa especialista en anestesiologia i reanimació a l'Hospital Universitari de Bellvitge. Al Parlament ha format part de la comissió d'estudis sobre el racisme institucional, la comissió de drets socials, i la comissió de salut, entre d'altres. Ha sigut la portaveu de Vox en temes de Sanitat a Catalunya.